# Periodogramm
Das Periodogramm ist ein Schätzer für die spektrale Leistungsdichte eines Signals. Gesucht ist also eine Funktion {\displaystyle P\left(\omega \right)}, welche die Verteilung der Leistung (oder Energie) des Signals auf die Kreisfrequenz {\displaystyle \omega } angibt. Der Ausdruck wurde von Arthur Schuster 1898 geprägt. Die Methode wird eingesetzt in der Signalverarbeitung, Elektrotechnik, Physik und Ökonometrie. Ein wichtiges Beispiel sind Spektrum-Analysatoren.
Im mathematischen Sinn ist das Periodogramm ein nicht konsistenter Schätzer, siehe auch Spektraldichteschätzung.

Ein Leistungsdichtespektrum (Amplitudenquadrat) zweier Sinus-Basisfunktionen als Funktion der Frequenz.

## Kontext und Konventionen
In der Regel sind nur Abtastwerte des Signals {\displaystyle f\left(t\right)} zu diskreten Zeitpunkten {\displaystyle t_{n}=nT} mit konstanter Abtastdauer {\displaystyle T} gegeben, und man beschränkt sich zur Abschätzung auf {\displaystyle N} Abtastwerte, z. B.  {\displaystyle f\left(t_{n}\right)} mit {\displaystyle 0\leq n<N}, d. h. auf ein Zeitintervall der Dauer {\displaystyle NT}.
Ein wesentlicher Schritt des Verfahrens ist eine diskrete Fourier-Transformation. Die Einschränkung der Fourier-Transformation auf ein Zeitintervall der Dauer {\displaystyle NT} lässt sich erreichen durch Multiplikation des Signals mit einer Fensterfunktion {\displaystyle w\left(t\right)}. Im einfachsten Fall ist {\displaystyle w\left(t\right)} eine Rechteckfunktion der Breite {\displaystyle NT}.
Um Artefakte im Spektrum (aufgrund der Unstetigkeiten des Rechteckfensters) zu verringern, werden jedoch in der Regel Fenster mit langsameren Änderungen und eigenen Bezeichnungen verwendet, z. B. das Parzen-Fenster oder das „Welch-Fenster“. Man spricht dann von einem modifizierten Periodogramm.
Für die diskrete Fouriertransformierte des Signals {\displaystyle f\left(t\right)w\left(t\right)} wird die Schreibweise {\displaystyle F^{\left(w\right)}\left(\omega _{m}\right)=\sum \limits _{n}f\left(t_{n}\right)w\left(t_{n}\right)e^{i\omega _{m}t_{n}}} verwendet. Hierbei sind nur Kreisfrequenzen {\displaystyle \omega _{m}=2\pi m/(NT)} mit {\displaystyle 0\leq m<N} zulässig.

## Definition
Das Periodogramm ist definiert gemäß
{\displaystyle P^{\left(w\right)}\left(\omega \right)={\frac {\left|F^{\left(w\right)}\left(\omega \right)\right|^{2}}{\sum _{n=0}^{N-1}w\left(t_{n}\right)^{2}}}.}
In Übereinstimmung mit dem Abtasttheorem ist das Periodogramm {\displaystyle 2\pi /T}-periodisch. Man beschränkt sich daher auf ein Intervall (Brillouin-Zone) {\displaystyle 0\leq \omega \leq 2\pi /T} oder {\displaystyle -\pi /T\leq \omega \leq \pi /T}.
Den Normierungsfaktor betreffend gibt es verschiedene Konventionen. Eine wichtige Kenngröße hierbei ist das mittlere Amplitudenquadrat {\displaystyle \left\langle A^{2}\right\rangle ={\frac {1}{N}}\sum _{n}\left|f\left(t_{n}\right)\right|^{2}} (die mittlere Leistung) des Signals. Die Normierung ist so gewählt, dass der Mittelwert von {\displaystyle P^{\left(w\right)}\left(\omega \right)} bestmöglich mit {\displaystyle \left\langle A^{2}\right\rangle } übereinstimmt.
Falls die Amplitude des Signals digitalisiert ist und Maximalwert {\displaystyle A} hat, ist das Periodogramm auch relativ zum Maximum normierbar (Fullscale). Das Maximum wird für monochromatische Signale {\displaystyle f=Ae^{-i\omega t}} erreicht, das Full-Scale Periodogramm ist
{\displaystyle P_{FS}^{\left(w\right)}\left(\omega \right)={\frac {\left|F^{\left(w\right)}\left(\omega \right)\right|^{2}}{\left(\sum _{n=0}^{N-1}w\left(t_{n}\right)\right)^{2}}}.}

## Beispiele

### Weißes Rauschen
Es sei {\displaystyle f\left(t\right)} ein weißes Rauschen mit Varianz {\displaystyle \left\langle A^{2}\right\rangle }, {\displaystyle \left\langle f\left(t_{m}\right)f^{*}\left(t_{n}\right)\right\rangle =\delta _{m,n}\left\langle A^{2}\right\rangle }. Das Ensemble-Mittel des Betragsquadrats der Fourier-Transformierten ist dann
{\displaystyle \left\langle \left|F^{\left(w\right)}\left(\omega \right)\right|^{2}\right\rangle =\left\langle A^{2}\right\rangle \sum \limits _{m,n}e^{i\omega \left(t_{m}-t_{n}\right)}\delta _{m,n}w\left(t_{m}\right)w\left(t_{n}\right)=\left\langle A^{2}\right\rangle \sum _{n}w\left(t_{n}\right)^{2}.}
Das Periodogramm hat den Mittelwert {\displaystyle \left\langle A^{2}\right\rangle }, und zwar unabhängig von der Fensterlänge. Alle Frequenzen geben denselben Energiebeitrag.

### Konstantes Signal
Für den Frequenz-Mittelwert von {\displaystyle \left|F^{\left(w\right)}\left(\omega \right)\right|^{2}} lassen sich allgemeine Aussagen machen. Ausgangspunkt ist
{\displaystyle \sum _{\omega }\left|F^{\left(w\right)}\left(\omega \right)\right|^{2}=\sum _{\omega }\sum \limits _{t,t'}e^{i\omega \left(t-t'\right)}f\left(t\right)w\left(t\right)f^{*}\left(t'\right)w\left(t'\right)=N\sum _{t}\left|f\left(t\right)\right|^{2}w^{2}\left(t\right).}
Für konstantes Signal {\displaystyle f\left(t\right)=A} wird
{\displaystyle \sum _{\omega }\left|F^{\left(w\right)}\left(\omega \right)\right|^{2}=N\left\langle A^{2}\right\rangle \sum _{t}w^{2}\left(t\right).}
Der Mittelwert des Periodogramms ist (unabhängig von {\displaystyle N}) ebenfalls {\displaystyle \left\langle A^{2}\right\rangle }. Das Periodogramm liefert bei konstantem Signal einen Peak bei Frequenz {\displaystyle 0}. Mit wachsendem {\displaystyle N} wird dieser Peak höher und schmäler.

### Rechteck-Fenster
Im Fall eines Rechteck-Fensters {\displaystyle w=1} gilt die Parseval-Gleichung {\displaystyle \sum _{\omega }\left|F\left(\omega \right)\right|^{2}=N^{2}\left\langle A^{2}\right\rangle }. Durch Division durch {\displaystyle N^{2}} folgt der Mittelwert des Periodogramms {\displaystyle \sum _{\omega }P\left(\omega \right)/N=\left\langle A^{2}\right\rangle }. Dieser Wert ist von {\displaystyle N} unabhängig, sofern dies für das mittlere Amplitudenquadrat {\displaystyle \left\langle A^{2}\right\rangle } gilt.

## Einschränkungen und Verbesserungen
Die Zahl der Werte im Periodogramm wächst mit der Fensterlänge {\displaystyle N}, die Werte werden dabei jedoch nicht genauer.
Im Fall eines weißen Rauschens mit Amplitude {\displaystyle A} bleibt die Varianz der Periodogramm-Werte bei wachsender Fensterlänge  von der Größenordnung {\displaystyle A^{4}}. Abhilfe schafft eine Mittelung benachbarter Werte oder eine Mittelung über mehrere Periodogramme.

## Kontinuierliches Signal
Für ein auf dem Zeit-Kontinuum definiertes Signal {\displaystyle f(t)} ist die Fourier-Transformierte des Produktes von Signal und Fensterfunktion
{\displaystyle F^{\left(w\right)}\left(\omega \right)=\int \limits _{-\infty }^{\infty }f\left(t\right)w\left(t\right)e^{i\omega t}dt.}
Das Periodogramm ist
{\displaystyle P^{\left(w\right)}\left(\omega \right)={\frac {\left|F^{\left(w\right)}\left(\omega \right)\right|^{2}}{T\int _{-\infty }^{\infty }w^{2}\left(t\right)dt}}.}
Wie beim abgetasteten Signal bleibt die Standardabweichung der Periodogramm-Werte bei wachsender Zeitreihenlänge {\displaystyle T} im ungünstigsten Fall von derselben Größenordnung wie die Werte selber.